# Hartsö

Hartsö är en ö i Bälinge socken i Nyköpings skärgård med en där liggande gård och by med samma namn. Hartsö har en yta av 3,29 kvadratkilometer.
Ön omtalas i skriftliga handlingar första gången 1344 och gården första gången 1455. Hargberget på Hartsö antyder att ön under förkristen tid rymt ett harg. Ön skrevs tidigare även Hargsön, vilket efterhand förvanskades till Hartsö. 1691 fanns tre lotsar boendes på ön, som sedan 1723 tillhört Björksund. 1837 fanns en lotsålderman, två mästerlotsar, tre secondlotsar och två lärlotsar boendes vid Hartsö lotsplats. 2012 fanns två helårsboende på ön.
Öns åkrar låg på de långsmala lerfyllda sprickorna i öns berggrund. Fram till slutet av 1800-talet fanns tre lotshemman på ön, vilka idag är sammanslagna till en. Bland bevarade äldre bebyggelse märks en förhöjd parstuga från 1700-talet och två andra äldre bostadshus. Övriga ekonomibyggnader är huvudsakligen uppförda i slutet av 1800-talet. Delar av ett av de äldre lotshemmanen, Abrahamsgården finns ännu kvar väster om Hartsö gård. Den består av en parstuga från 1700-talet med ett mindre hus och en bod som flyglar.
Ön ingår i naturreservatet Hartsö.